# Prażarłacze
Prażarłacze (Cladoselachii, Cladoselachiformes) – rząd wymarłych morskich ryb chrzęstnoszkieletowych z podgromady spodoustych żyjących od górnego dewonu do górnego karbonu.
Były prawdopodobnie przodkami dzisiejszych Selachii. Dochodziły do 2 metrów długości i były drapieżne. Najpewniej polowały na mniejsze ryby i pelagiczne bezkręgowce. Zachowywały strunę grzbietową przez całe życie. Otwór gębowy znajdował się na końcu pyska. Płetwy były małe, bez kolców, w tym dwie płetwy grzbietowe, a brak płetwy odbytowej. Płetwa ogonowa typu heterocerkalnego. Po każdej stronie głowy miały siedem otworów skrzelowych. Nie miały wyodrębnionych trzonów kręgowych i gonopodium. 